# Xénia Siska
Xénia Siska (* 3. November 1957 in Budapest) ist eine ehemalige ungarische Hürdenläuferin, deren Spezialstrecke die 100-Meter-Distanz war.
Bei den Olympischen Spielen 1980 in Moskau und bei den Leichtathletik-Weltmeisterschaften  1983 in Helsinki erreichte sie das Halbfinale.
1985 siegte sie bei den Leichtathletik-Hallenweltspielen in Paris über 60 m Hürden.
Achtmal wurde sie ungarische Meisterin über 100 m Hürden (1978, 1980–1984, 1986, 1988) und einmal über 100 m (1984). In der Halle holte sie von 1978 bis 1982 fünfmal in Folge den nationalen Titel.

## Persönliche Bestzeiten
- 60 m Hürden (Halle): 8,00 s, 11. Januar 1985, Paris (ungarischer Rekord)
- 100 m Hürden: 12,76 s, 20. August 1984, Budapest (ungarischer Rekord)